# Château d'Arigès
Le château d'Arigès est un château situé à Bédouès dans le département français de la Lozère.

## Situation
Le château est situé sur la commune de Bédouès, en Lozère, en plein cœur des Cévennes, dans l'ancienne province du Gévaudan.
Il est visible depuis la route départementale 998, entre Florac et Bédouès, sur la rive gauche du Tarn, non loin de sa confluence avec le Tarnon.
Situé en amont des gorges du Tarn, il est aussi visible depuis le chemin de Stevenson qui passe sur la rive droite du Tarn.
Il est accessible via l'autoroute A75 (Sortie n° 39.1)  puis la RN 88 et la RN 106.

## Historique

### Construction
Au XVIe siècle, le cadastre n'évoque encore que le mas d'Arigès sans la présence du château.
Les Chapelain achètent la propriété en 1658 pour y ériger d'abord une chapelle et pour ensuite agrandir leur demeure et en faire un château.
En 1724, au recensement des châteaux de Lozère de l'abbé L'Ouvreleul, Arigès est un château en bon état.
Au cours du XIXe, le domaine s'agrandira par acquisition des propriétés voisines

### Propriétaires successifs
Le château passera par la suite aux mains de M. de Montfaucon qui le léguera à son neveu Monsieur de la Fare.
Jean Cabot, bourgeois de Ruas achète le domaine en 1730 et prend le nom de Cabot de la Fare.
Charles Cabot de la Fare portera par la suite le titre de marquis de la Fare avant qu'un procès en usurpation de titre et de nom ne lui soit intenté  en 1814 qui aboutira en 1829 au retrait du son titre de marquis. La famille conservera toutefois le droit de s’appeler Cabot de la Fare et adoptera alors le blason " D'azur à trois chabots d'or " visible encore aujourd'hui sur le portail d'entrée.

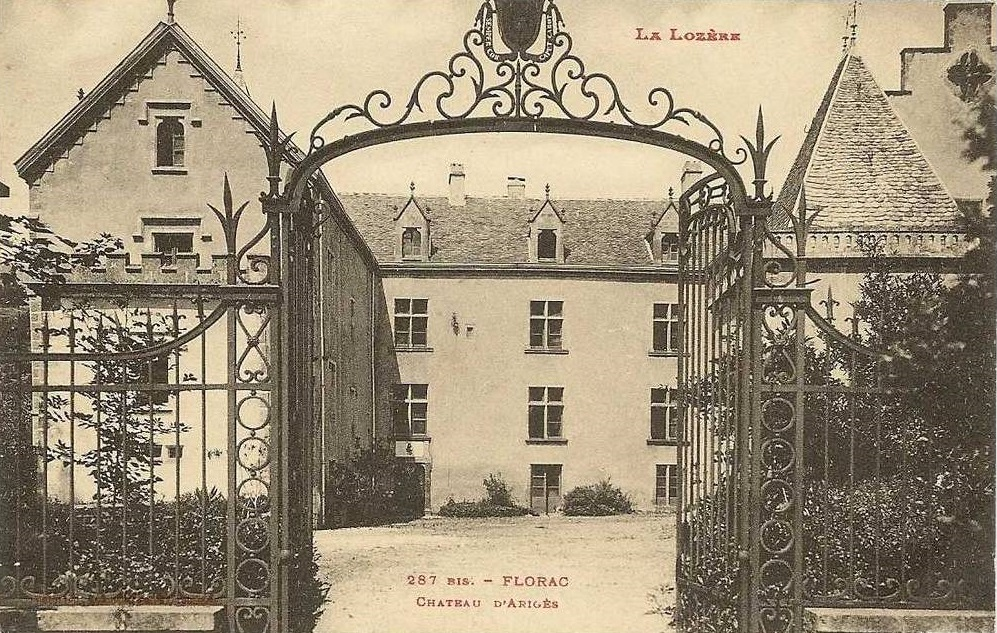
La cour du château au début du XXe.

### Le marquis et le village de Bédouès
Les « de la Fare » régneront pendant un siècle et demi (XVIIIe et XIXe) sur la vie du village de Bédouès. Encourageant la sériciculture, il fut même créé un ouvroir pour demoiselle.
Au milieu du XIXe, le marquis fera réaliser à l'entrée du village dans un joli parc, une maison avec tourelle pompeusement appelée « le château ». C'est la « villa Sainte-Marthe ». Il y avait aussi créée une école afin que les demoiselles reçoivent une bonne éducation.
Il financera aussi la réalisation d'une asile des petits enfants (« école maternelle »)

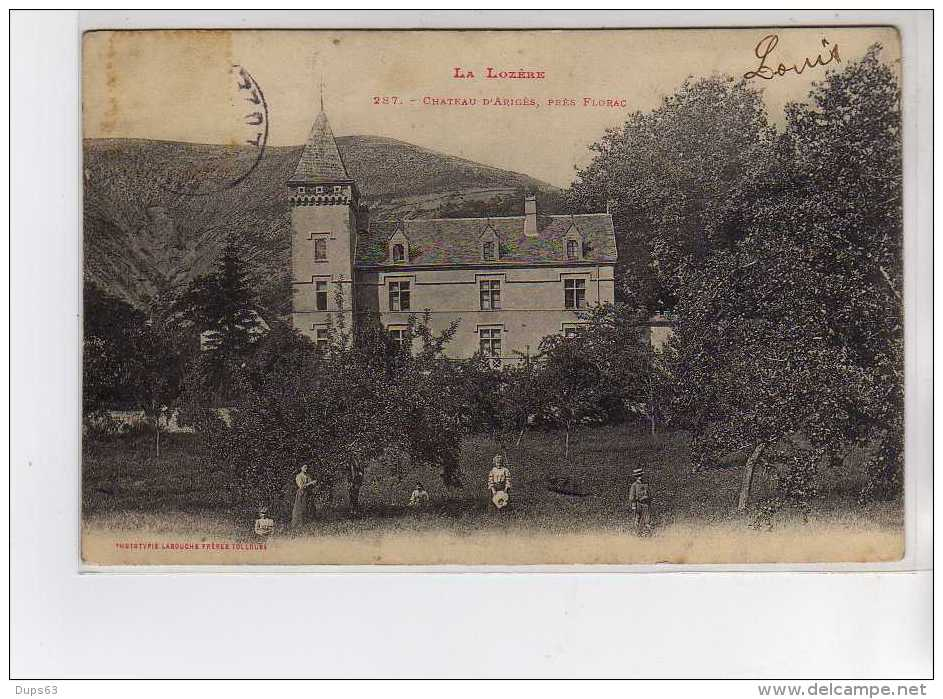
Les prés d'Arigès.

La chapelle Saint-Saturnin est devenue leur sépulcre.

### De nos jours
Le château a servi de lieu de tournage au film Scout toujours... (1985) de Gérard Jugnot.
Inoccupé depuis le milieu du XXe siècle, il est resté à l'abandon et seule la maison du fermier est restée habitée jusque dans les années 1990.
Actuellement possédé par des propriétaires privés, le domaine est en cours de rénovation et ne peut pas être visité.

## Description
Le château est composé d'un corps central et de deux ailes. L'aile sud comporte une tour d'environ 20 m. L'aile nord servait d’écurie pour les chevaux et de grange pour le stockage des fourrages et est prolongée par une chapelle de style Renaissance.
Il est bâti au point culminant d'une vaste prairie situé sur un méandre du Tarn.
Autrefois planté de vignes et de vergers, le domaine possédait son propre système d'irrigation avec deux béals visibles encore aujourd'hui même s'ils ne sont plus en activité.
Le béal le plus élevé avait d'ailleurs un système mécanique afin de remonter l'eau du Tarn vers les terres les plus élevées du domaine.

### Sources et références
1. 1 2 3  Maryse Romieu, Bédouès, village lozérien, Cahors, Les presses du Languedoc, 1999, 199 p. (ISBN 978-2-85998-219-5 et 2-85998-219-1), p. 130-131
2. ↑  Jean Baptiste Louvreleul, Mémoires historiques sur le pays de Gévaudan et sur la ville de Mende, qui en est la capitale, 1724 (ISBN 2-01-373157-4)
3. ↑  « Scout toujours... » (tournage et production), sur l'Internet Movie Database